# Konarzynki
Konarzynki (kaszb. Kònarzinczi lub też Kònôrzinczi, Małé Kònôrzënë, niem. Klein Konarczyn) – wieś kaszubska w Polsce położona w województwie pomorskim, w powiecie chojnickim, w gminie Konarzyny, w pobliżu skrzyżowania drogi wojewódzkiej nr  z drogą wojewódzką nr . Wieś jest częścią składową sołectwa Konarzyny.
Prywatna wieś szlachecka położona była w drugiej połowie XVI wieku w województwie pomorskim. W latach 1975–1998 miejscowość administracyjnie należała do województwa słupskiego.
We wsi znajduje się wybudowany w XIX w. dwór w stylu późnoklasycznym, który został poddany remontowi na początku XX wieku.
W Konarzynkach urodził się malarz i rzeźbiarz Józef Tyborski.